# Paul Vario
Paul Vario (9 iulie 1914 - 3 mai 1988) a fost un membru al Mafiei Italiene din SUA având și funcția de Caporegime în familia Lucchese . Vario a fost vărul consilierului familiei mafiote Colombo , John Oddo și al fratelui său Steven Oddo . Vario a avut propria sa bandă .